# Eliseo Brown
Eliseo Brown (ur. 29 października 1888, zm. ?) – argentyński piłkarz, grający na pozycji napastnika.

## Kariera klubowa
Eliseo Brown podczas piłkarskiej kariery w latach 1905–1911, kiedy to występował w klubie Alumni AC.
Z Alumni sześciokrotnie zdobył mistrzostwo Argentyny w 1905, 1906, 1907, 1909, 1910 i 1911. Brown trzykrotnie był królem strzelców ligi argentyńskiej w 1907 (24 bramki), 1908 (19 bramek) i 1909 (19 bramek).

## Kariera reprezentacyjna
W reprezentacji Argentyny Brown występował w latach 1906–1911. W reprezentacji zadebiutował 15 sierpnia 1906 w wygranym 2-0 meczu z Urugwajem, którego stawką była Copa Lipton.
Ostatni raz w reprezentacji Brown wystąpił 22 października 1911 w wygranym 2-0 meczu z Urugwajem, którego stawką było Gran Premio de Honor Argentino. Ogółem w barwach albicelestes wystąpił w 10 meczach, w których zdobył 6 bramek.
| Mecze i gole w reprezentacji | Mecze i gole w reprezentacji | Mecze i gole w reprezentacji | Mecze i gole w reprezentacji | Mecze i gole w reprezentacji | Mecze i gole w reprezentacji | Mecze i gole w reprezentacji |
| #                            | Data                         | Miasto                       | Przeciwnik                   | Gol                          | Wynik                        | Rozgrywki                    |
| ---------------------------- | ---------------------------- | ---------------------------- | ---------------------------- | ---------------------------- | ---------------------------- | ---------------------------- |
| 1.                           | 15.08.1906                   | Montevideo                   | Urugwaj                      |                              | 2:0                          | Copa Lipton                  |
| 2.                           | 21.10.1906                   | Buenos Aires                 | Urugwaj                      | Gol                          | 2:1                          | Copa Lipton                  |
| 3.                           | 15.08.1907                   | Buenos Aires                 | Urugwaj                      | Gol                          | 2:1                          | Copa Lipton                  |
| 4.                           | 13.09.1908                   | Buenos Aires                 | Urugwaj                      | Gol                          | 2:1                          | Copa Newton                  |
| 5.                           | 04.10.1908                   | Buenos Aires                 | Urugwaj                      |                              | 0:1                          | Gran Premio                  |
| 6.                           | 15.08.1909                   | Buenos Aires                 | Urugwaj                      | Gol                          | 2:1                          | Copa Lipton                  |
| 7.                           | 19.09.1909                   | Montevideo                   | Urugwaj                      |                              | 2:2                          | Copa Newton                  |
| 8.                           | 10.10.1909                   | Buenos Aires                 | Urugwaj                      |                              | 3:1                          | Gran Premio                  |
| 9.                           | 17.09.1911                   | Montevideo                   | Urugwaj                      | Gol · Gol                    | 3:2                          | Copa Newton                  |
| 10.                          | 22.10.1911                   | Buenos Aires                 | Urugwaj                      |                              | 2:0                          | Gran Premio                  |